# Shirako
Shirako (白子町, Shirako-machi) est un bourg du district de Chōsei, dans la préfecture de Chiba au Japon.

## Géographie

### Démographie
Au 1er décembre 2013, la population de Shirako s'élevait à 11 524 habitants répartis sur une superficie de 27,46 km2.